# Nikolaj Villumsen
Nikolaj Villumsen (nascido em 28 de fevereiro de 1983) é um político dinamarquês eleito membro do Parlamento Europeu em 2019, em representação de Enhedslisten, uma parte do grupo GUE/NGL. Ele foi escolhido para fazer parte de uma liderança temporária da esquerda em 27 de junho de 2019.
Foi membro do Folketing de setembro de 2011 a junho de 2019, representando a Enhedslisten. Ele é bacharel em história.